# The Ashley Book of Knots

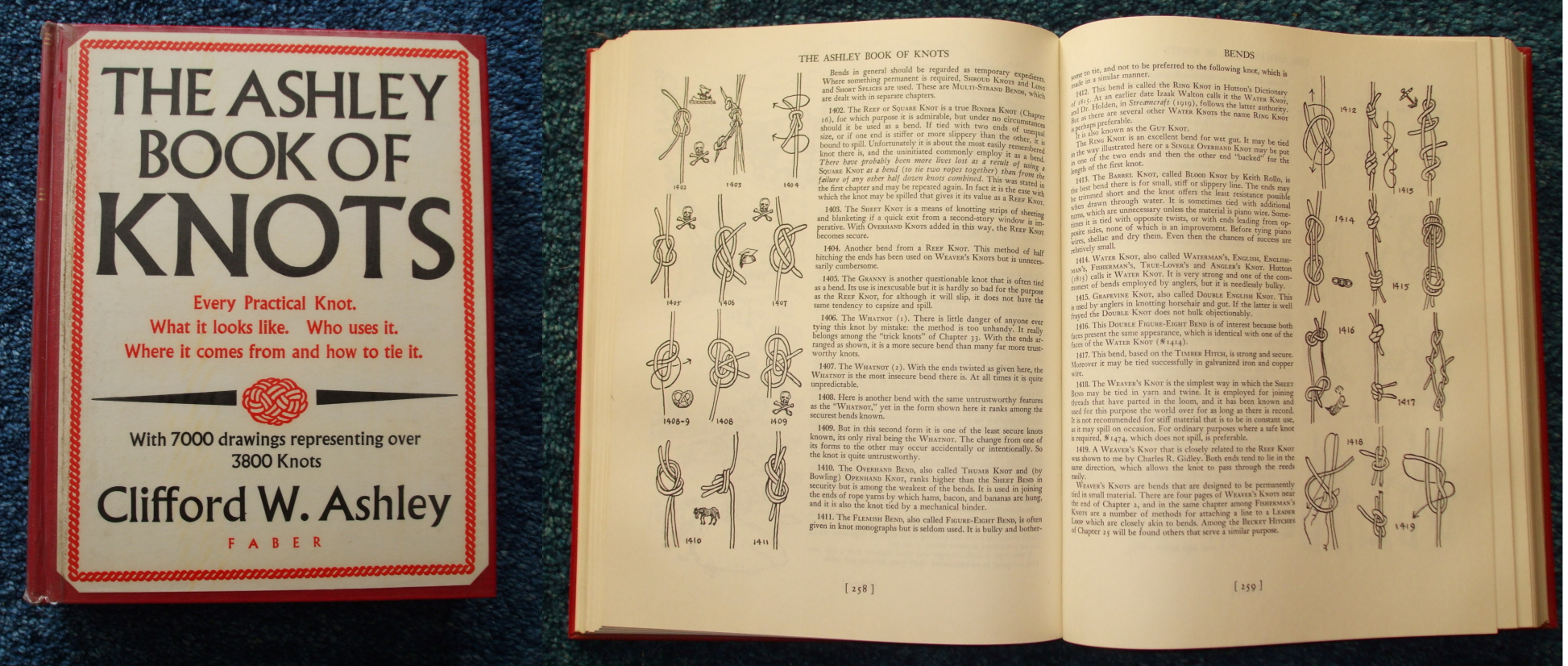
Herdruk: 1963–1979

The Ashley Book of Knots is een encyclopedie van knopen die voor het eerst gepubliceerd werd in 1944 door Clifford Ashley. Het boek was het hoogtepunt van meer dan 11 jaar werk, en bevat circa 7000 illustraties en meer dan 3854 inzendingen van meer dan 2000 verschillende knopen. De vermeldingen bevatten instructies, gebruiksmogelijkheden, en voor sommige knopen de geschiedenis, en zijn ingedeeld naar soort of gebruik. Het blijft een van de belangrijkste boeken over knopen, omdat het een van de meest uitgebreide is, zowel goede als slechte knopen beschrijft en vaststelt welke knoop welke is.

## Gebruik als referentie
Door zijn omvang en brede beschikbaarheid is The Ashley Book of Knots uitgegroeid tot een belangrijk naslagwerk op het gebied van knoopwerk. De nummers die door Ashley toegewezen werden aan elke knoop kunnen worden gebruikt om ze ondubbelzinnig te identificeren. Dit is een nuttige functie, aangezien knoopnamen in de tijd geëvolueerd zijn en er veel tegenstrijdige of verwarrende naamgevingskwesties zijn. Aanhalingen van de Ashley-nummers geschieden meestal in de vorm: "The constrictor knot (ABOK # 1249)", "ABOK # 1249" of zelfs gewoon "# 1249" indien de context van de verwijzing duidelijk is of al is vastgesteld. De boektitel wordt ook in verkorte vorm gevonden in de vorm van: TABOK, TABoK, of ABoK.
Het is belangrijk om in gedachten te houden dat sommige knopen meer dan één Ashley-nummer hebben, vanwege de verschillende gebruiksmogelijkheden en vormen. Bijvoorbeeld, het hoofdartikel voor # 1249 staat in het hoofdstuk over bindende knopen maar het is ook vermeld als nummer 176 in een hoofdstuk over beroepsmatig knoopgebruik.
The Ashley Book of Knots is gepubliceerd in de dagen dat touw van natuurlijke vezels werd gemaakt, waarbij sommige knopen niet geschikt zijn voor de moderne kabels van synthetische vezels, omdat veel moderne materialen veel minder wrijving uitoefenen dan natuurlijke vezels.
Herzieningen en correcties zijn toegevoegd door de International Guild of Knot Tyers. Ten minste één knoop (Hunter's bend, #1425A) werd in 1979 toegevoegd.

## Trivia
- In haar boek The Shipping News, dat de Pulitzerprijs won, gebruikt Annie Proulx passages uit The Ashley Book of Knots als een epigraaf voor bijna ieder hoofdstuk.

## Verder lezen
- Clifford W. Ashley. The Ashley Book of Knots. Doubleday, New York. ISBN 0-385-04025-3
  - Herdruk: Doubleday, New York 1963–1979, ISBN 0-571-09659-X